# Thomas Hezmalhalch
Thomas Hezmalhalch, född den 5 oktober 1847 i Paterson, New Jersey, död 1934, var en amerikansk missionär.
Som ung var Hezmalhalch predikant inom Wesleyan Methodist Church i England. Där träffade han också sin blivande fru Charlotte Best. Efter att som nygift ha återvänt till USA anslöt Hezmalhalch sig till helgelserörelsen. Han blev andedöpt och lärde känna John G Lake. De ledde ett antal väckelsekampanjer tillsammans och våren 1908 begav de sig till Sydafrika, tillsammans med J C Lehman, för att verka som missionärer. Den 25 maj höll de sitt första offentliga möte i Johannesburg. Ur deras verksamhet växte församlingen i Central Tabernacle på Bree Street fram. Ett år senare bildades Apostolic Faith Mission of South Africa med Hezmalhalch som ordförande.
1912 återvände Hezmalhalch och Lake till USA och efterträddes av lokala ledare.